# Тала (Кенія)
Тала (англ. Tala) — місто у Кенії, розташоване в окрузі Мачакос, приблизно в 56 кілометрах на схід від столиці Кенії Найробі.
Населення міста становить 218 557 мешканців (2009).
Основою економіки є сільське господарство та торгівля худобою у ринкові дні. Вирощувані культури — це в основному кукурудза, квасоля, сорго, просо, солодка картопля, цибуля, банани та інші. Крім згаданих культур, фермери також вирощують каву.